# 1816 في الولايات المتحدة
فيما يلي قوائم الأحداث التي وقعت خلال عام 1816 في الولايات المتحدة.

## سياسة

### تعيين في المنصب
- 1 يناير – إدوارد بيشوب دادلي عضو مجلس نواب كارولينا الشمالية.
- 1 يناير – ناثانييل بيتجر عضو جمعية ولاية نيويورك.
- 5 أغسطس – جورج ماديسون حاكم كنتاكي [الإنجليزية]‏.
- 8 أكتوبر – ويليام هنري هاريسون عضو مجلس النواب الأمريكي.
- 22 أكتوبر – ويليام ه كراوفورد وزير الخزانة الأمريكي.
- 4 ديسمبر – مونتفورت ستوكس عضو مجلس الشيوخ الأمريكي.
- 17 ديسمبر – جون تايلر عضو مجلس النواب الأمريكي.

### انتهاء فترة المنصب
- 1 يناير – نيكولاس بيدل عضو مجلس ولاية بنسيلفانيا.
- 23 يناير – بيتر بويل بورتر عضو مجلس النواب الأمريكي،Secretary of State of New York [الإنجليزية]‏.
- 18 أبريل – ويليام بينكني عضو مجلس النواب الأمريكي.
- 1 مايو – وليام ت باري عضو مجلس الشيوخ الأمريكي.
- 4 يونيو – إنوس طومسون ثروب عضو مجلس النواب الأمريكي.
- 14 أكتوبر – جورج ماديسون حاكم كنتاكي [الإنجليزية]‏.
- 21 أكتوبر – الكسندر جاي دالاس وزير الخزانة الأمريكي.
- 22 أكتوبر – ويليام ه كراوفورد وزير حرب الولايات المتحدة.
- 16 ديسمبر – وليم تشارلز كول كليبورن حاكم لويزيانا [الإنجليزية]‏.

## مواليد

### يناير
- 29 يناير – جون لورنس مانينغ سياسي من الولايات المتحدة الأمريكية.

### فبراير
- 5 فبراير – إدوارد كارينغتون كابيل سياسي أمريكي.
- 21 فبراير – إبينيزر آر هور سياسي أمريكي.

### مارس
- 2 مارس – ألكسندر بولوك سياسي أمريكي.

### أبريل
- 1 أبريل – ألكسندر رينولدز

### مايو
- 21 مايو – ستيفن ألن بنسون
- 28 مايو – ألبرت جي ريدل سياسي أمريكي.

### يونيو
- 14 يونيو – بريسيلا تايلر ممثلة من الولايات المتحدة الأمريكية.

### سبتمبر
- 23 سبتمبر – إليهو ب. واشبورن سياسي أمريكي.

### نوفمبر
- 29 نوفمبر – موريسون ويت سياسي أمريكي.

## وفيات

### مايو
- 4 مايو – صموئيل دكستر (مواليد 1761) سياسي أمريكي.

### يونيو
- 10 يونيو – وليام سميث ستيفنس (مواليد 1755) سياسي أمريكي.
- 30 يونيو – بول هاميلتون (مواليد 1762) سياسي أمريكي.

### أكتوبر
- 14 أكتوبر – جورج ماديسون (مواليد 1763) سياسي أمريكي.